# Eredivisie 2024/25 (mannenvoetbal)/Transfers winter
Dit is een lijst van transfers uit de Nederlandse Eredivisie tijdens de winterstop van het seizoen 2024/25. Hierin staan alleen transfers die clubs uit de Eredivisie hebben voltooid.
De transferperiode duurt van 2 januari 2025 tot en met 4 februari. Deals mogen op elk moment van het jaar gesloten worden, maar de transfers zelf mogen pas in de transferperiodes plaatsvinden. Transfervrije spelers (spelers zonder club) mogen op elk moment van het jaar gestrikt worden.
| Speler                  | Nationaliteit         | Oude club                 | Nieuwe club                     | Extra                                                |
| ----------------------- | --------------------- | ------------------------- | ------------------------------- | ---------------------------------------------------- |
| Paulos Abraham          | Zweden                | FC Groningen              | Hammarby IF                     | Circa € 1.300.000, was verhuurd aan IFK Göteborg     |
| Bobby Adekanye          | Nederland             | Go Ahead Eagles           | Amed SFK                        |                                                      |
| Chuba Akpom             | Engeland              | AFC Ajax                  | Lille OSC                       | Verhuurd                                             |
| Danilo Al-Saed          | Irak                  | sc Heerenveen             | AIK Fotboll                     | Verhuurd                                             |
| Gerald Alders           | Nederland             | Jong Ajax                 | FC Twente                       | Verhuurd                                             |
| Jamal Amofa             | Nederland             | Go Ahead Eagles           | Botev Plovdiv                   | Transfervrij                                         |
| Silas Andersen          | Denemarken            | FC Utrecht                | BK Häcken                       | Circa € 1.000.000                                    |
| Gastón Ávila            | Argentinië            | AFC Ajax                  | Fortaleza EC                    | Verhuurd                                             |
| Julian Baas             | Nederland             | Sparta Rotterdam          | Eintracht Braunschweig          | Verhuurd                                             |
| Esmir Bajraktarević     | Bosnië en Herzegovina | New England Revolution    | PSV                             | Circa € 3.000.000                                    |
| Mitchell van Bergen     | Nederland             | FC Twente                 | Sparta Rotterdam                | Verhuurd                                             |
| Niels van Berkel        | Nederland             | Willem II                 | VVV-Venlo                       | Verhuurd                                             |
| Tom Boere               | Nederland             | NAC Breda                 | Terrassa FC                     | Transfervrij                                         |
| Taylor Booth            | Verenigde Staten      | FC Utrecht                | FC Twente                       | Circa € 2.000.000                                    |
| Liam Bossin             | Ierland               | FC Dordrecht              | Feyenoord                       | Verhuurd                                             |
| Charles-Andreas Brym    | Canada                | Sparta Rotterdam          | Almere City FC                  |                                                      |
| Maxime Busi             | België                | Stade de Reims            | NAC Breda                       | Verhuurd                                             |
| Stephano Carrillo       | Mexico                | Santos Laguna             | Feyenoord                       | Circa € 2.500.000                                    |
| Matteo Dams             | België                | PSV                       | Al-Ahli                         | Circa € 9.000.000                                    |
| Logan Delaurier-Chaubet | Frankrijk             | Almere City FC            | NK Celje                        | Verhuurd                                             |
| Oliver Edvardsen        | Noorwegen             | Go Ahead Eagles           | AFC Ajax                        | Circa € 3.000.000                                    |
| Hjalmar Ekdal           | Zweden                | Burnley FC                | FC Groningen                    | Verhuurd                                             |
| Carel Eiting            | Nederland             | FC Twente                 | Sparta Rotterdam                | Verhuurd                                             |
| Nouri El Harmazi        | Nederland             | RKC Waalwijk              | FK Banga                        |                                                      |
| Issam El Maach          | Marokko               | FC Twente                 | Roda JC Kerkrade                | Verhuurd                                             |
| Redouan El Yaakoubi     | Nederland             | Geen club                 | RKC Waalwijk                    |                                                      |
| Úmaro Embaló            | Portugal              | Fortuna Sittard           | Vitória SC                      | Verhuurd                                             |
| Ante Erceg              | Kroatië               | Fortuna Sittard           | HNK Gorica                      | Transfervrij                                         |
| Anthony Fontana         | Verenigde Staten      | PEC Zwolle                | Colorado Springs Switchbacks FC | Transfervrij                                         |
| Santiago Giménez        | Mexico                | Feyenoord                 | AC Milan                        | Circa € 32.000.000                                   |
| Rober González          | Spanje                | N.E.C.                    | Racing de Santander             | Verhuurd                                             |
| Sébastien Haller        | Ivoorkust             | Borussia Dortmund         | FC Utrecht                      | Verhuurd, was verhuurd aan CD Leganés                |
| Kristian Hlynsson       | IJsland               | AFC Ajax                  | Sparta Rotterdam                | Verhuurd                                             |
| Sydney van Hooijdonk    | Nederland             | Cesena FC                 | NAC Breda                       | Transfervrij                                         |
| Joel Ideho              | Nederland             | ADO Den Haag              | Sparta Rotterdam                |                                                      |
| Ali Jasim               | Irak                  | Como 1907                 | Almere City FC                  | Verhuurd                                             |
| Miliano Jonathans       | Nederland             | Vitesse                   | FC Utrecht                      | Circa € 300.000                                      |
| Daniel Karlsbakk        | Noorwegen             | sc Heerenveen             | Sarpsborg 08 FF                 | Circa € 700.000                                      |
| Dennis Kaygın           | Turkije               | Rapid Wien                | Willem II                       | Verhuurd                                             |
| Kayky                   | Brazilië              | Manchester City FC        | EC Bahia                        | Verhuurd, was verhuurd aan Sparta Rotterdam          |
| Martin Koscelník        | Slowakije             | NAC Breda                 | 1. FC Slovácko                  |                                                      |
| Djevencio van der Kust  | Suriname              | Sparta Rotterdam          | Beerschot VA                    | Verhuurd                                             |
| Dave Kwakman            | Nederland             | AZ                        | FC Groningen                    | Verhuurd                                             |
| Kostas Lamprou          | Griekenland           | Geen club                 | NAC Breda                       |                                                      |
| Lars Olden Larsen       | Noorwegen             | BK Häcken                 | N.E.C.                          | Was verhuurd                                         |
| Kristian Lien           | Noorwegen             | FC Groningen              | Hamarkameratene                 | Verhuurd, was verhuurd aan Kristiansund BK           |
| Marcus Linday           | Zweden                | Västerås SK               | sc Heerenveen                   | Circa € 1.500.000                                    |
| Bryan Linssen           | Nederland             | Urawa Red Diamonds        | N.E.C.                          | Transfervrij                                         |
| Hirving Lozano          | Mexico                | PSV                       | San Diego FC                    | Circa € 12.000.000                                   |
| Miloš Luković           | Servië                | RC Strasbourg             | sc Heerenveen                   | Verhuurd                                             |
| Tyrell Malacia          | Nederland             | Manchester United FC      | PSV                             | Verhuurd                                             |
| Sivert Mannsverk        | Noorwegen             | AFC Ajax                  | Cardiff City FC                 | Verhuurd                                             |
| Braydon Manu            | Ghana                 | PEC Zwolle                | VfL Osnabrück                   | Verhuurd                                             |
| Marvin Martins          | Luxemburg             | Austria Wien              | Almere City FC                  |                                                      |
| Matheus                 | Brazilië              | SC Braga                  | AFC Ajax                        | Verhuurd                                             |
| Metinho                 | Brazilië              | Troyes AC                 | FC Basel                        | Verhuurd, was verhuurd aan Sparta Rotterdam          |
| Jakub Moder             | Polen                 | Brighton & Hove Albion FC | Feyenoord                       | Circa € 1.500.000                                    |
| Camiel Neghli           | Algerije              | Sparta Rotterdam          | Millwall FC                     | Circa € 3.500.000                                    |
| Reuven Niemeijer        | Nederland             | RKC Waalwijk              | De Graafschap                   | Transfervrij                                         |
| Simon Olsson            | Zweden                | sc Heerenveen             | IF Elfsborg                     | Circa € 1.000.000                                    |
| Fredrik Oppegård        | Noorwegen             | PSV                       | AJ Auxerre                      | Circa € 500.000                                      |
| Mohamed Oukhattou       | Marokko               | PEC Zwolle                | Jong Sparta Rotterdam           | Verhuurd                                             |
| Joey Pelupessy          | Indonesië             | FC Groningen              | Lommel SK                       | Transfervrij                                         |
| Christijan Petrov       | Bulgarije             | CSKA Sofia                | sc Heerenveen                   | Circa € 500.000                                      |
| Oscar Pettersson        | Zweden                | IFK Göteborg              | Go Ahead Eagles                 | Circa € 350.000                                      |
| Bojan Radulović         | Servië                | Huddersfield Town FC      | Fortuna Sittard                 | Verhuurd                                             |
| Diant Ramaj             | Duitsland             | AFC Ajax                  | Borussia Dortmund               | Circa € 5.000.000, gelijk verhuurd aan FC Kopenhagen |
| Khaled Razak            | Nederland             | Willem II                 | Roda JC Kerkrade                | Verhuurd                                             |
| Youri Regeer            | Nederland             | FC Twente                 | AFC Ajax                        | Circa € 4.500.000                                    |
| Devyne Rensch           | Nederland             | AFC Ajax                  | AS Roma                         | Circa € 5.000.000                                    |
| Ole Romeny              | Indonesië             | FC Utrecht                | Oxford United FC                | Circa € 2.000.000                                    |
| Ruben Roosken           | Nederland             | Heracles Almelo           | Huddersfield Town FC            |                                                      |
| Lucas Rosa              | Brazilië              | Real Valladolid           | AFC Ajax                        | Circa € 3.000.000                                    |
| Sergi Rosanas           | Spanje                | Sparta Rotterdam          | AE Prat                         | Transfervrij                                         |
| Mats Rots               | Nederland             | FC Twente                 | Heracles Almelo                 | Verhuurd                                             |
| Manel Royo              | Spanje                | NAC Breda                 | FC Andorra                      | Transfervrij                                         |
| Anass Salah-Eddine      | Nederland             | FC Twente                 | AS Roma                         | Circa € 8.500.000                                    |
| Antonio Satriano        | Italië                | Heracles Almelo           | AC Renate                       | Verhuurd, was verhuurd aan Casertana FC              |
| Mats Seuntjens          | Nederland             | CD Castellón              | FC Groningen                    | Transfervrij                                         |
| Daley Sinkgraven        | Nederland             | UD Las Palmas             | Fortuna Sittard                 | Transfervrij                                         |
| Oskar Sivertsen         | Noorwegen             | Kristiansund BK           | Go Ahead Eagles                 | Circa € 1.300.000                                    |
| Kamal Sowah             | Ghana                 | Club Brugge               | NAC Breda                       | Transfervrij                                         |
| Youssuf Sylla           | België                | Royal Charleroi SC        | Willem II                       | Verhuurd                                             |
| Benjamin Tahirović      | Bosnië en Herzegovina | AFC Ajax                  | Brøndby IF                      | Circa € 2.750.000                                    |
| Oussama Targhalline     | Marokko               | Le Havre AC               | Feyenoord                       | Circa € 450.000                                      |
| Nökkvi Thórisson        | IJsland               | St. Louis City SC         | Sparta Rotterdam                | Verhuurd                                             |
| Tein Troost             | Nederland             | NAC Breda                 | Cork City FC                    | Verhuurd                                             |
| Naci Ünüvar             | Turkije               | AFC Ajax                  | FC Twente                       | Transfervrij, was verhuurd aan RCD Espanyol          |
| Tijs Velthuis           | Nederland             | Sparta Rotterdam          | US Sassuolo                     | Verhuurd, was verhuurd aan US Salernitana 1919       |
| Valentino Vermeulen     | Nederland             | Willem II                 | Geen club                       |                                                      |
| Arno Verschueren        | België                | Sparta Rotterdam          | FC Twente                       | Circa € 450.000                                      |
| Patrik Wålemark         | Zweden                | Feyenoord                 | Lech Poznań                     | Circa € 1.800.000, was al verhuurd                   |
| Jordy de Wijs           | Nederland             | Fortuna Düsseldorf        | sc Heerenveen                   | Verhuurd                                             |
| Shiloh 't Zand          | Suriname              | Heracles Almelo           | Feyenoord                       | Was verhuurd                                         |
| Gjivai Zechiël          | Nederland             | Feyenoord                 | Sparta Rotterdam                | Verhuurd                                             |
| Lequincio Zeefuik       | Nederland             | AZ                        | Oud-Heverlee Leuven             | Verhuurd                                             |

2007/08 (zomer · winter) · 
2008/09 (zomer · winter) · 
2009/10 (zomer · winter) · 
2010/11 (zomer · winter) · 
2011/12 (zomer · winter) · 
2012/13 (zomer · winter) · 
2013/14 (zomer · winter) · 
2014/15 (zomer · winter) · 
2015/16 (zomer · winter) · 
2016/17 (zomer · winter) ·
2017/18 (zomer · winter) ·
2018/19 (zomer · winter) ·
2019/20 (zomer · winter) ·
2020/21 (zomer · winter) ·
2021/22 (zomer · winter) ·
2022/23 (zomer · winter) ·
2023/24 (zomer · winter) ·
2024/25 (zomer · winter) ·